# エミール・シニョル
エミール・シニョル（Émile Signol、1804年5月8日 - 1892年10月4日）は、フランスの画家である。新古典派のスタイルの画家で、宗教画や歴史画を描いた。

## 略歴
パリで生まれた。パリ国立高等美術学校で、メリー＝ジョゼフ・ブロンデルやアントワーヌ＝ジャン・グロに学んだ。1824年からパリのサロンに出展し、1829年にローマ留学の奨学金が得られるローマ賞を受賞した。1835年までローマに滞在し、音楽部門のローマ賞を受賞しローマに留学中の作曲家のエクトル・ベルリオーズの肖像画も描いている。
1842年に完成したマドレーヌ教会の壁画を制作し、その後、サン＝ロック教会(Église Saint-Roch)やサン＝セヴェラン教会(Église Saint-Séverin)、サントゥスタッシュ教会(église Saint-Eustache)、サントーギュスタン教会(Église Saint-Augustin)の装飾画を描いた 。
1860年に芸術アカデミーの会員に選ばれ、1841年にレジオンドヌール勲章（シュバリエ）、1865年にレジオンドヌール勲章（オフィシエ）を受勲した 。
シャルル・グレールとともにパリ国立高等美術学校やエコール・デュ・ルーヴルで教え、シニョールの指導を受けた学生には、エティエンヌ＝プロスペル・ベルン＝ベルクール、マリー・ブラックモン、エドゥアール・カストレ(Edouard Castres)、エドモン・グランジャン(Edmond Grandjean)、ジャン＝ジュール＝アントワーヌ・ルコント・デュ・ヌイ、ジュール・ルイ・マシャール(Jules Louis Machard)、ピエール・ピュヴィス・ド・シャヴァンヌ、ピエール＝オーギュスト・ルノワールらがいる。

## 作品

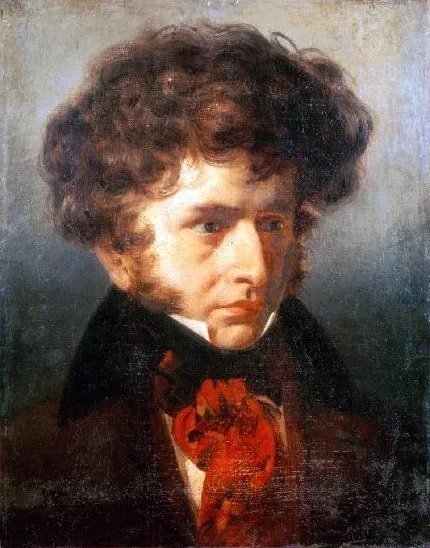
エクトル・ベルリオーズ(1832) ヴィラ・メディチ蔵
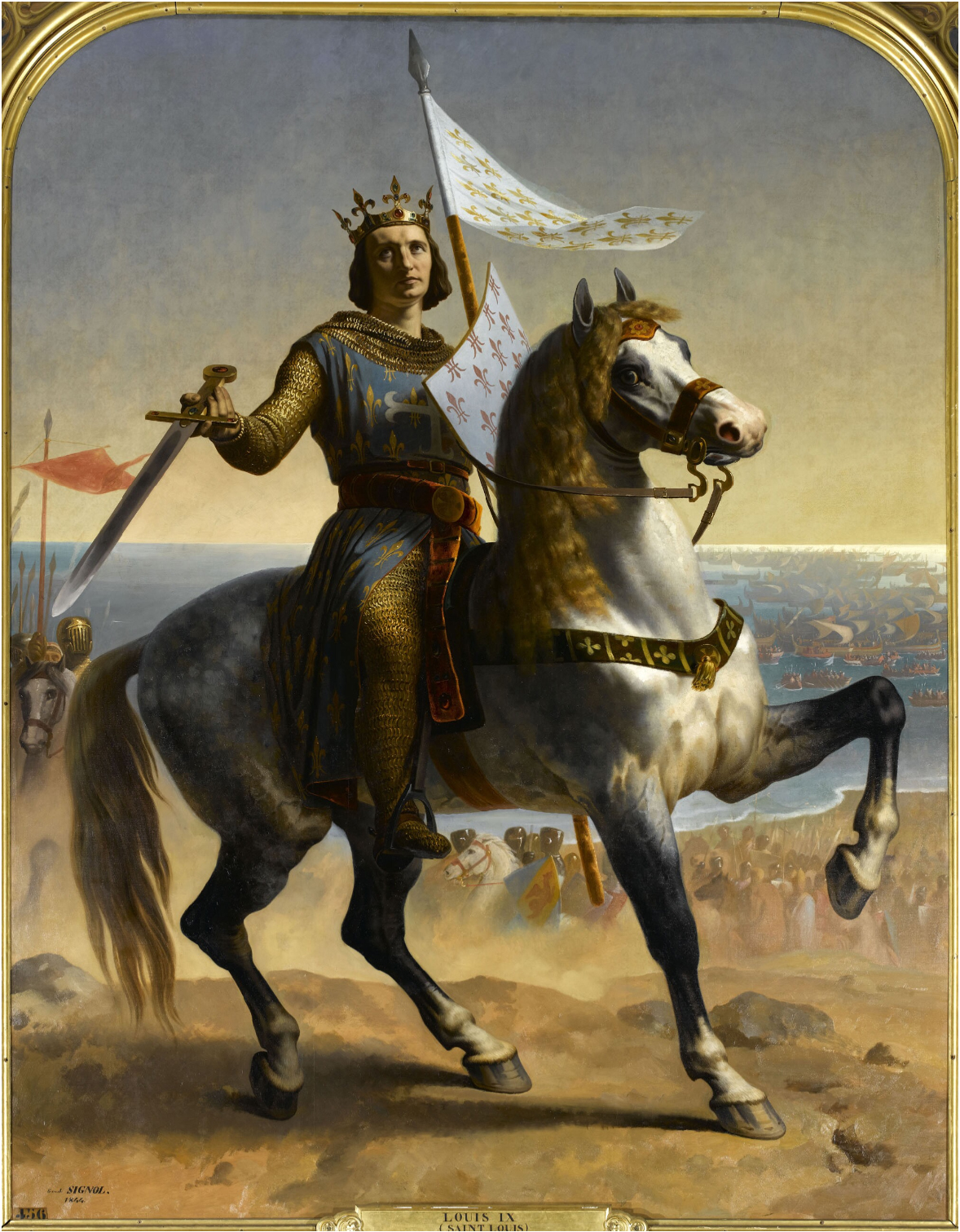
ルイ9世 (フランス王) ヴェルサイユ宮殿蔵
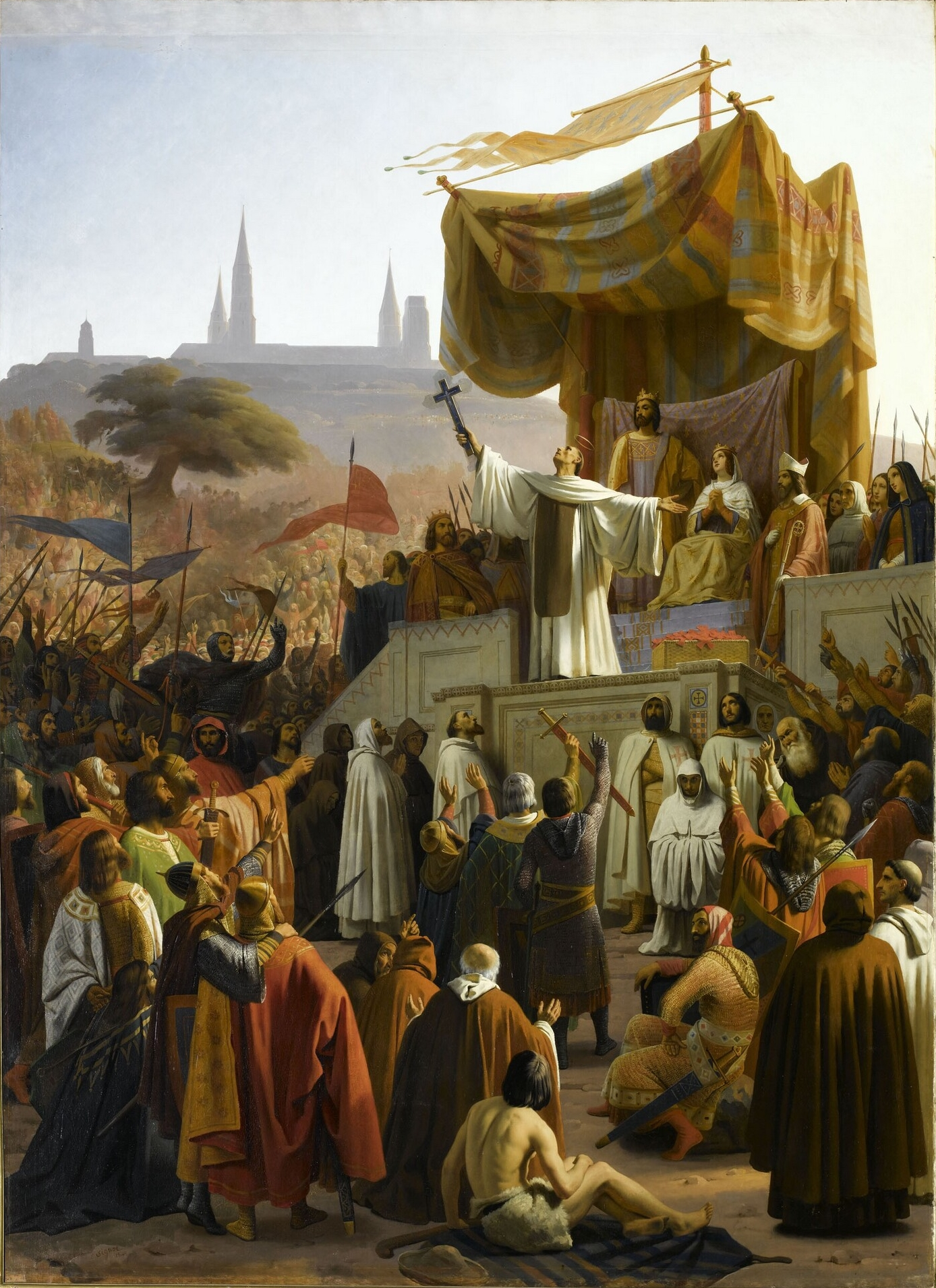
第2回十字軍を勧誘する説教を行う聖ベルナール
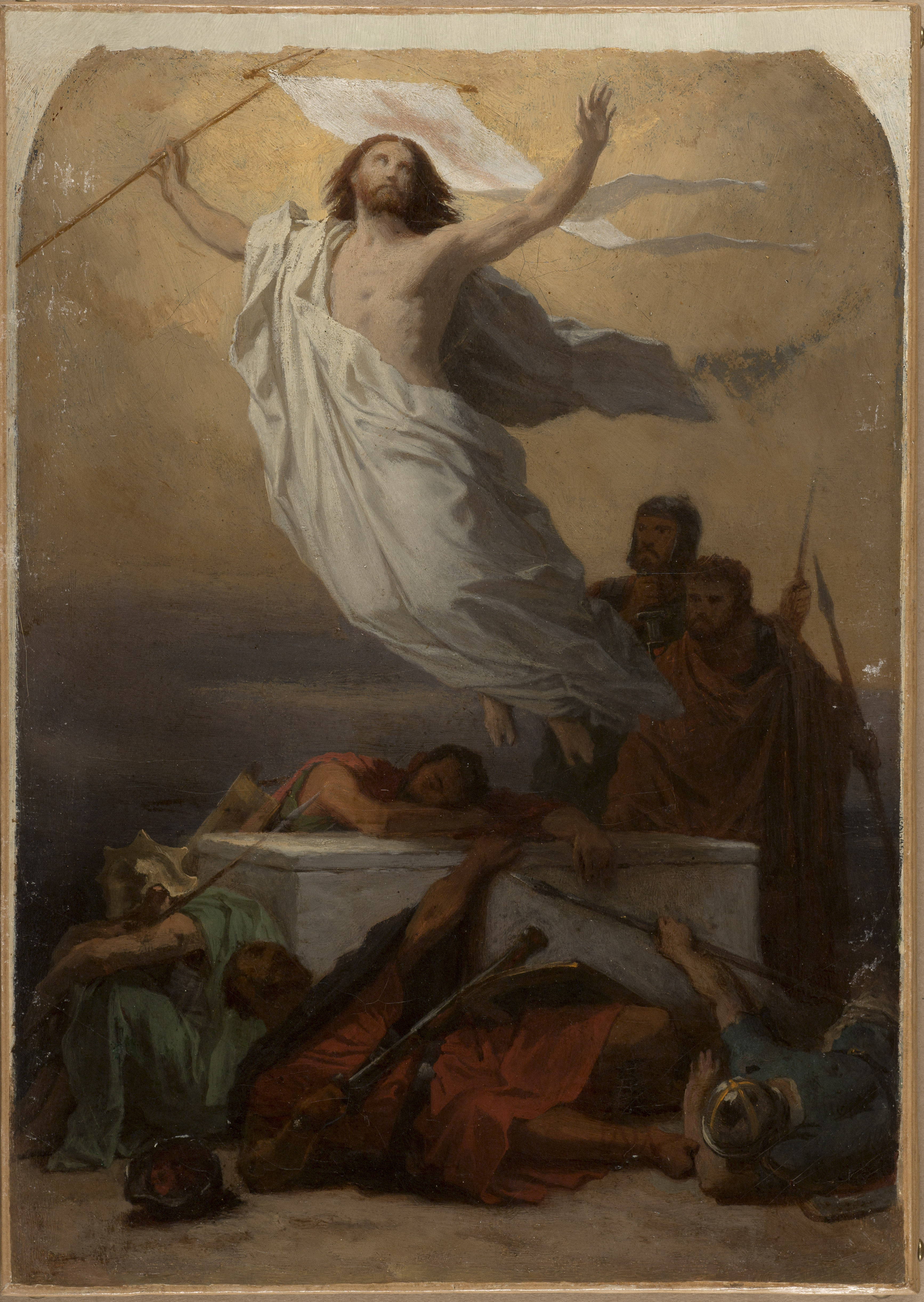
サントゥスタッシュ教会の「キリストの復活」のための習作 Musée des Beaux-Arts de la ville de Paris蔵

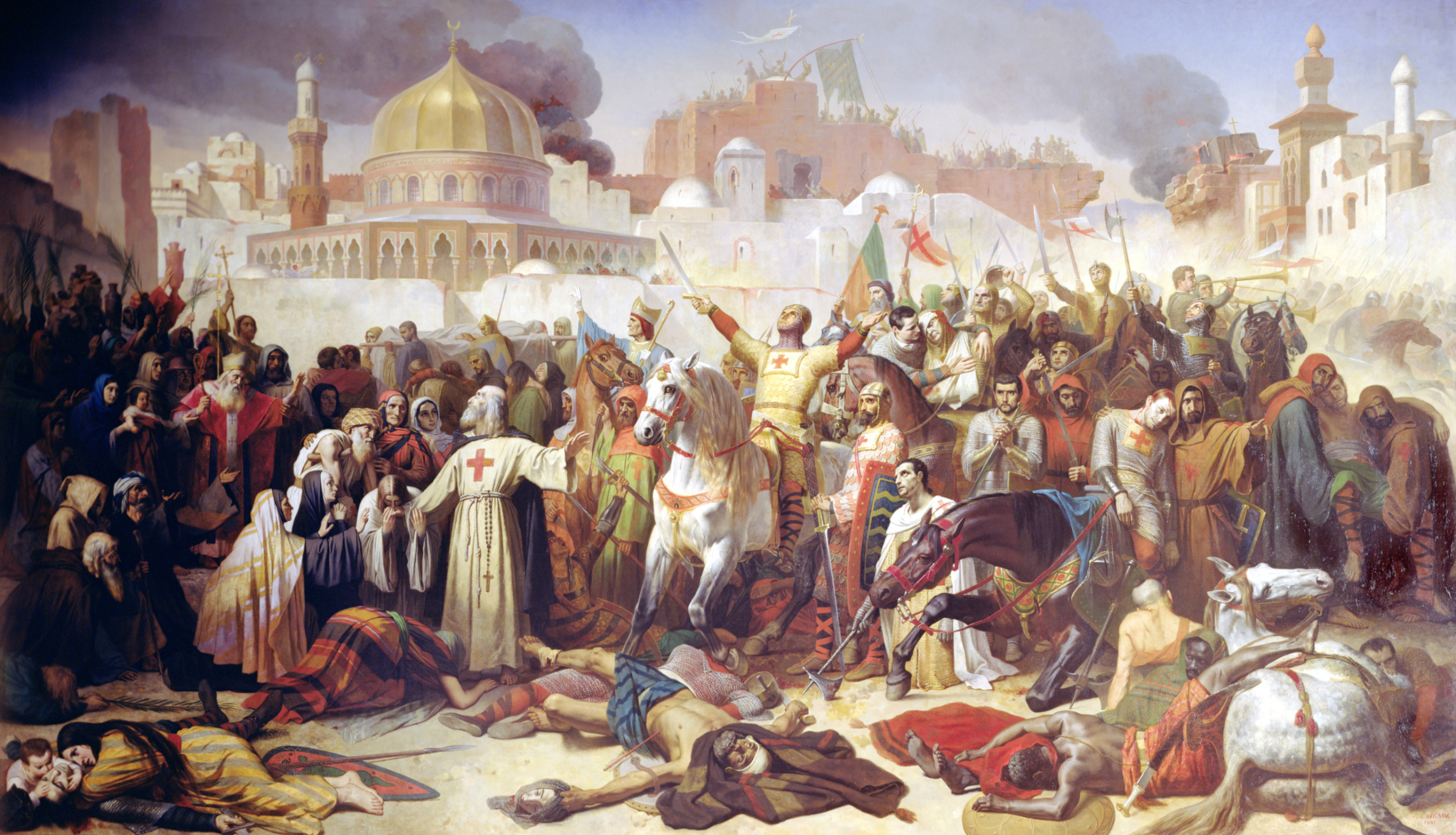
「1099年の十字軍によるエルサレムの占領」(1847)
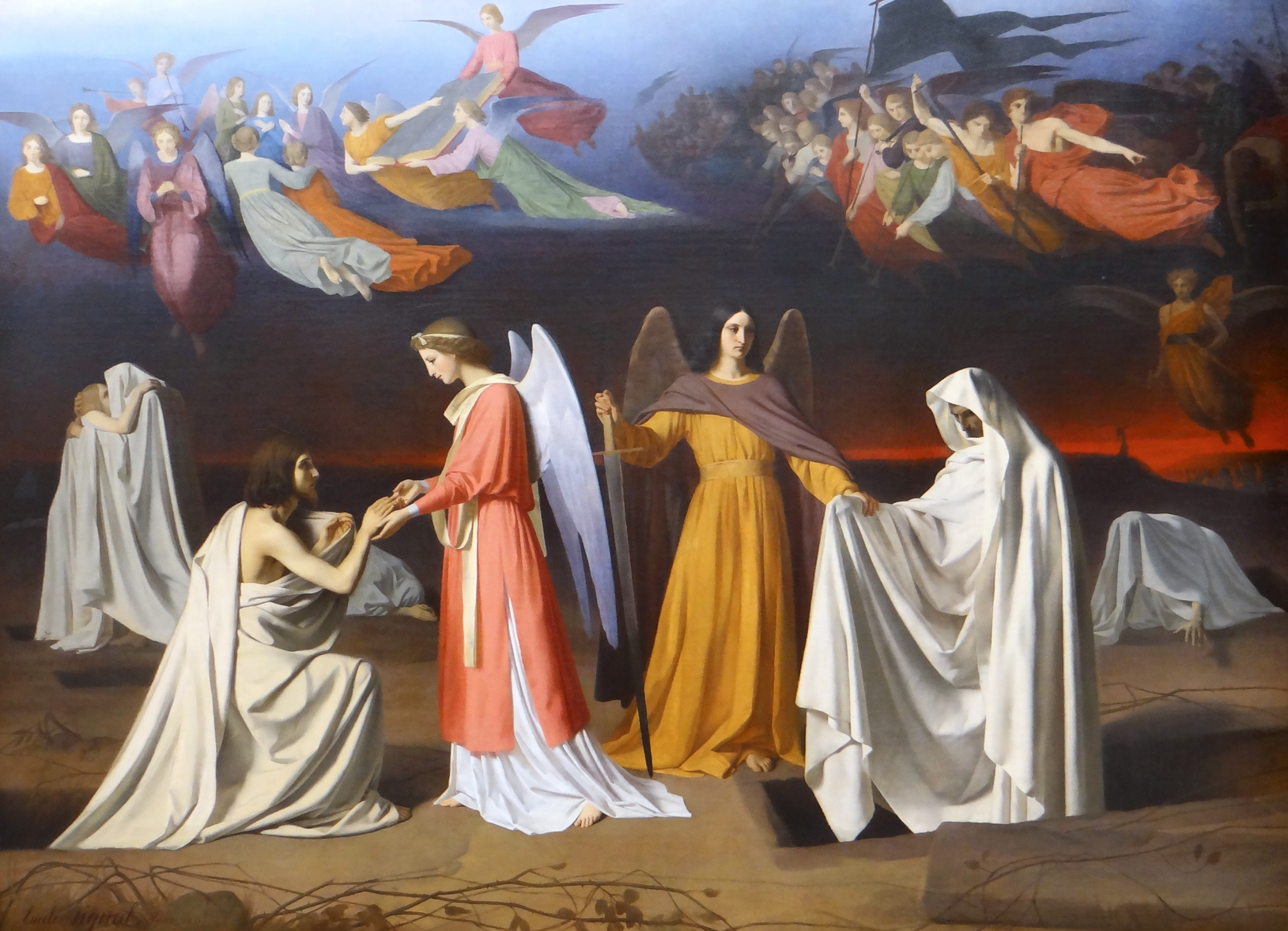
シニョル作「正義の覚醒、悪の覚醒(Réveil du Juste, Réveil du Méchant)」(1835) アンジェ美術館